# De Kasbah
De Kasbah is een opvallend complex van paalwoningen in Hengelo in Overijssel. Het ontwerp van de 184 huurwoningen op betonnen kolommen is van de Amsterdamse architect Piet Blom, die later ook de bekende kubuswoningen ontworpen heeft. Het complex uit 1973 staat op de gemeentelijke monumentenlijst.

## Ontwerp
Bij het ontwerp is Piet Blom uitgegaan van zijn studie "Wonen als stedelijk dak" (1965), waarin hij zocht naar een stedelijke woon- en werkomgeving waarin sociale contacten bevorderd werden. Hij kon zijn studie in de praktijk uitwerken in Groot Driene, een buitenwijk van Hengelo, doordat hij van de gemeente Hengelo een subsidie kreeg voor experimentele woningbouw. Het plan voor de Kasbah, een combinatie van ruime wooneenheden in diverse ontwerpen, winkel-, horeca- en atelierruimten met kleinschalige parkeermogelijkheden en speelplekken, was oorspronkelijk ontworpen om gebouwd te worden in de binnenstad aan de De Wetstraat, maar het toenmalige gemeentebestuur keurde dit af omdat het alternatieve ontwerp niet geschikt werd geacht voor de Hengelose binnenstad. Als troostprijs moest het ontwerp genoegen nemen met een locatie in de nieuwbouwwijk Groot Driene aan de rand van de stad. 
Wie de plattegrond van de Kasbah bekijkt, ontwaart telkens terugkerende elementen; de woningen zijn als het ware gestempeld. Piet Blom ontwikkelde drie verschillende types die te koppelen zijn tot vijf verschillende woningtypen. Zo is de kleinste eenheid als eenpersoonsappartement te gebruiken, of bijvoorbeeld te koppelen aan een grotere eenheid als studio voor kunstenaars. De grotere eenheden hebben een ruim dakterras en twee tot vier slaapkamers. De bebouwingsdichtheid die met dit ontwerp bereikt werd, is vier keer zo hoog is als in een normale woonwijk.  
Door de huizen op palen te bouwen, kwam de ruimte op de begane grond vrij voor gemeenschappelijke voorzieningen en parkeren en architect Blom hoopte de bewoners uit te dagen creatief met de huizen en de ruimte op de begane grond om te gaan. De Kasbah heeft een warme uitstraling met warme tinten op de daken en kozijnen. In het midden van het complex is een open plein, ingericht als ontmoetingsplek met bankjes en bomen.
Ook de mensa De Bastille (1969) en mensa De Boerderij (1964) op het terrein van de Universiteit Twente in Enschede, slechts een paar kilometer van de Kasbah, zijn door Blom ontworpen. Piet Blom ontwierp ook kasbahplannen voor Zaandijk en zijn eigen Amsterdamse Jordaan, maar die werden niet uitgevoerd. Wel tekende hij als 
vervolg op dit project de kubuswoningen in Helmond (1976) en Rotterdam (1984). 